# スーパーロボット大戦30
『スーパーロボット大戦30』（スーパーロボットたいせんサーティ）は、2021年10月28日にバンダイナムコエンターテインメントから発売されたNintendo Switch、PlayStation 4、Steam用ゲームソフト。
ロボット作品のクロスオーバーゲーム「スーパーロボット大戦シリーズ」の1つ。同シリーズの30周年記念作品であり、「30」という作品名もそのことに由来する。「30」の題字は日本のスーパーロボットの代表的作品『マジンガーZ』の生みの親である永井豪による。

## ゲームシステム
タクティカル・エリア・セレクト
複数の戦域から任意のポイントを選び、ストーリーの展開や入手可能な機体・キャラクターの順番が変わるシステム。「キーミッション」を全てクリアするとストーリーが進む。
今までの作品に存在した問題点を解決する目的で導入された。1つはプレイ時間の問題で、やりたくてもプレイする時間のない人はキーミッションだけをクリアする最短ルートを選ぶことが可能。もう1つはお気に入りの機体が登場するのが遅い問題で、このシステムによりある程度これが改善されている。
AUTOバトル
戦闘を自動で進行させるシステム。『スーパーロボット大戦DD』で搭載されていたもので、家庭用ゲームでの搭載は初となる。

## 参戦作品
★マークはシリーズ初参戦。●マークは機体のみ参戦。■マークは機体＆パイロット、キャラクターのみ参戦。

### 一覧
- 超電磁ロボ コン・バトラーV
- ●機動戦士ガンダム
- 機動戦士Ζガンダム
- ●Ζ-MSV
- 機動戦士ガンダム 逆襲のシャア
- ●M-MSV
- 機動戦士Vガンダム
- 機動戦士ガンダムNT
- 重戦機エルガイム
- ★勇者警察ジェイデッカー
- ●勇者王ガオガイガーFINAL
- ★覇界王〜ガオガイガー対ベターマン〜
- ★●コードギアス 反逆のルルーシュIII 皇道
- コードギアス 復活のルルーシュ
- 真(チェンジ!!)ゲッターロボ 世界最後の日
- 劇場版 マジンガーZ ／ INFINITY
- ★●マジンカイザー INFINITISM
- 魔法騎士レイアース
- ガン×ソード
- 銀河機攻隊 マジェスティックプリンス
- ★ナイツ&マジック
- ★SSSS.GRIDMAN

### 一覧（DLC・無料アップデート）
無料アップデート
- ■スーパーロボット大戦OG（ゲシュペンスト、ディーダリオン、グルンガスト、ヴァンアイン）

第1弾
- ■超電磁マシーン ボルテスV
- ●機動戦士ガンダム 逆襲のシャア ベルトーチカ・チルドレン
- ■『サクラ大戦』シリーズ
- ■スーパーロボット大戦OG（龍虎王、虎龍王）

第2弾
- ■機動戦士ガンダム 鉄血のオルフェンズ
- ★■ULTRAMAN
- ■スーパーロボット大戦OG（アルトアイゼン・リーゼ、ライン・ヴァイスリッター）

エキスパンションパック
- ■装甲騎兵ボトムズ
- ■超獣機神ダンクーガ
- ★●劇場版マジェスティックプリンス 覚醒の遺伝子
- ★■ゲッターロボ デヴォリューション -宇宙最後の3分間-
- ★■劇場版 新幹線変形ロボ シンカリオン 未来からきた神速のALFA-X
- ■スーパーロボット大戦OG（ダイゼンガー）

### 解説
全22作品。新規参戦は4作品と機体のみの2作品で計6作品。『機動戦士ガンダム』・『Z-MSV』・『M-MSV』・『勇者王ガオガイガーFINAL』は機体のみの参戦。2021年6月16日のNintendo Directで情報が初公開された。この時点では一部作品のみが明かされ、追加情報は2021年7月11日開催の配信イベント「スーパーロボット大戦 鋼の超感謝祭2021」で公開されるという手法が取られた。
『スーパーロボット大戦T』から続投させる作品を検討しながら、海外のデータを参照して作品が加えられた。『重戦機エルガイム』と『機動戦士Vガンダム』はプラモデルの発売が参戦決定の後押しとなった。『SSSS.GRIDMAN』はロボットのようなメカが登場し、サイズも巨大ロボットと合うことから参戦が決定した。『勇者警察ジェイデッカー』は『スーパーロボット大戦V』『スーパーロボット大戦X』『T』で「勇者シリーズ」のニーズの高さがわかったことや、韓国での人気を踏まえての参戦となる。『Ζ-MSV』・『M-MSV』はデザイナーであるカトキハジメの提案を受けて登場機体が決定した。『ナイツ&マジック』は『SSSS.GRIDMAN』と同じ比較的最近の作品として選ばれた。
『覇界王 〜ガオガイガー対ベターマン〜』は小説媒体からの参戦であり、映像化されていないためトピックになるだろうと考えられて参戦した。原作となる映像が存在しないため『勇者王ガオガイガー』のスタッフが制作に携わっており、戦闘アニメーションは監督の米たにヨシトモ、作画監督を務めていた山根理宏や中谷誠一らが絵コンテや一部原画、キャラクターグラフィックは漫画版作者の藤沢真行が原画を書き下ろし、シナリオも米たにと小説版著者の竹田裕一郎が監修を行っている。
初回生産・DL版予約特典としてSRXとサイバスターがゲスト参戦する。また、ダウンロードコンテンツにて『スーパーロボット大戦OG』から5機、版権作10作品から23機の計28機が参戦する。『ゲッターロボ デヴォリューション -宇宙最後の3分間-』は、原作者の清水栄一がキャスティングの選考と専用曲の作曲を担当。

### パッケージ登場機体
- コン・バトラーV（超電磁ロボ コン・バトラーV）
- νガンダム（機動戦士ガンダム 逆襲のシャア）
- ジェイデッカー（勇者警察ジェイデッカー）
- ファイナル・ガオガイガー（覇界王〜ガオガイガー対ベターマン〜）
- ランスロットsiN（コードギアス 復活のルルーシュ）
- 真ゲッタードラゴン（ダイナミック企画オリジナル機体）
- マジンガーZ（劇場版 マジンガーZ ／ INFINITY）
- 炎神レイアース（魔法騎士レイアース）
- ダン・オブ・サーズデイ（ガン×ソード）
- レッドファイブ（銀河機攻隊 マジェスティックプリンス）
- イカルガ（ナイツ＆マジック）
- グリッドマン（SSSS.GRIDMAN）
- 光武二式 さくら機（『サクラ大戦』シリーズ）[注 7]
- シンカリオン E5はやぶさ MkII（劇場版 新幹線変形ロボ シンカリオン 未来からきた神速のALFA-X）[注 7]

## オリジナルキャラクター
エッジ・セインクラウス
声 - 杉田智和 /デザイン -  河野さち子
本作の男主人公。経歴不明の謎の青年。成り行きからヒュッケバイン30のパイロットとなる。アズの兄（血縁はない）。
アズ・セインクラウス
声 - 相沢舞 / デザイン - 糸井美帆
本作の女主人公。経歴不明の家出少女で、ひょんなことからヒュッケバイン30のパイロットとなる。エッジの妹（血縁はない）。
エッジ、アズ共にファイクス・ブラックウッドが設立した「A機関」の被験体であり、エッジは「認識番号1542、コード:EDGE」、アズは「認識番号1054、コード:AZ」で名前もコードから来ている。姓は不明。
自身の才能を隠して生き延び、A機関の人間が興味を失った隙に2人で機関を脱走し、その後の約1年間、兄妹として過ごしていた。しかしながら2人でいるとA機関での記憶がフラッシュバックするため、別れて生活するようにした。
機動兵器の操縦の技量は高く、「ギフト」と呼ばれる特殊能力を所持している。
なお、選ばなかった主人公は特定条件を満たすとと、修理装置が搭載されたヒュッケバイン30の2号機と共に自軍入りする。
ミツバ・グレイヴァレー
声 - 早見沙織 / デザイン - 曽我部修司（FiFS）/ ののかなこ（FiFS）
ある理由からドライストレーガーの艦長に就任した女性。元は第30士官学校の生徒であり、自治会長。
レイノルド・ハーディン
声 - 赤羽根健治 / デザイン - 曽我部修司（FiFS）/ ののかなこ（FiFS）
ドライストレーガーの副長の男性。元は第30士官学校の教官。
リアン・アンバード
声 - 高橋花林 / デザイン - 曽我部修司（FiFS）/ ののかなこ（FiFS）
ドライストレーガーのチーフオペレーター。
メイヴィー・ホーキンス
ドライストレーガーの技術部主任兼研究室責任者。他の乗員からはメイヴィー主任と呼ばれる。
ファイクス・ブラックウッド
連邦軍准将。A機関の設立者であり、万能戦闘母艦ドライストレーガー開発計画の総責任者。
本編開始の8年前に後にドライストレーガーとなる艦の回収作戦指揮を執っていたが、オルキダケアの精神干渉によって部下は全員死亡。自身も影響を受けるようになる。
カールレウム・ヴァウル
声 - 中村悠一 / デザイン - 曽我部修司（FiFS）
第12銀河の戦闘種族「ヴァウルーガ」を自称する異星人。クエスターズの実行部隊隊長。
オルキダケア
声 - 桑島法子 / デザイン -
神文明エーオスの生き残り。神文明エーオスを滅ぼしたクエスターズの復讐を誓う。肉体は失われており、ドライストレーガーのメインコンピュータに意識を移植している。
ルートによっては、自身の命に逆らうドライクロイツの面々への憎しみのあまり、敵対していたクエスターズに協力し、ドライクロイツと敵対する。
クエスター
声 - 置鮎龍太郎 / デザイン -
「先生」と呼ばれるクエスターズの指導者。クエスターズの人員はカールレウム含めて、クエスターの遺伝子クローンである。
サイクラミノス
声 - 野沢雅子 / デザイン -
神文明エーオスの生き残りで、かつては統治者であった、オルキダケアの姉である。

## オリジナルメカ
ヒュッケバイン30（サーティ）
デザイン - カトキハジメ
本作の主人公機。「XXX（XENOGENEIC X-FACTOR X-TYPE）プロジェクト」にて開発された人型機動兵器。プロジェクトの略称「XXX」を「30」と言い換えて、「ヒュッケバイン30」の名称が与えられている。
超限定版にはゲーム本編に加えて、アクションフィギュア「METAL ROBOT魂 ＜SIDE OG＞ ヒュッケバイン30」が同梱される。

ドライストレーガー
デザイン - 宮武一貴
本作の母艦となるドライストレーガー級万能戦闘母艦の1番艦。
「タクティカル・エリア・セレクト」で自軍部隊を様々なエリアに移動させるにあたって戦艦が必要となり、ストーリーで自由に動かすならオリジナル戦艦が良いと判断されて登場が決定した。
カラーリングは宮武が過去にデザインしたグルンガストから来ており、劇中でもリュウセイが「どこかで見たことある」と仄めかしている。
グラヴァリン
デザイン - 大張正己（STUDIO G-1 NEO）
カールレウム・ヴァウルの搭乗機。
アルティメットダンクーガ
デザイン - 大張正己（STUDIO G-1 NEO）
ダンクーガに追加装甲と追加武装を装備した形態。

## 主題歌
- 2021年12月22日にバンダイナムコアーツ（ランティスレーベル）よりCDシングルがリリースされた。

オープニングテーマ：Drei Kreuz～鋼のサバイバー～
歌：JAM Project
エンディングテーマ：with love
歌：JAM Project

## プレミアムサウンド＆データパック収録曲
- 以下の記述で「プレミアムサウンド＆データパック」を「PS&DP」と英略している箇所あり。

今作では、『スーパーロボット大戦V』以来恒例となっていた、期間限定生産版「プレミアムアニメソング＆サウンドエディション」はリリースされず、ダウンロードコンテンツの一つ「プレミアムサウンド＆データパック」としてパッケージ版・ダウンロード版、家庭用機・PC（Steam）版を問わず、ほぼ全てのソフト購入者が任意で購入して導入できる。Switch版『V』・『X』・『T』に存在していた「通常版で使用のBGMと限定版音曲とは排他的に二者択一となる」仕様上の限界も個人が自由に選択出来るため解消される。
これを導入すれば、各ユニットの出自作品で用いられていた曲全31曲（ゲーム用に尺を調整した盤）と、「PS&DP」用に作られたオリジナルBGM16曲あわせて全47曲をBGMとして戦闘時に流すことが可能となる。なお51ページの設定資料も同梱される。
1. コン・バトラーVのテーマ - 水木一郎（『超電磁ロボ コン・バトラーV』オープニングテーマ）
2. 翔べ! ガンダム - 池田鴻（『機動戦士ガンダム』オープニングテーマ）
3. 哀・戦士 - 井上大輔（映画『機動戦士ガンダムII 哀・戦士編』主題歌）
4. 颯爽たるシャア - 松山祐士（作曲）（『機動戦士ガンダム』BGM）
5. モビルスーツ戦〜交戦〜 - 三枝成彰（作曲）（『機動戦士Ζガンダム』BGM）
6. BEYOND THE TIME (メビウスの宇宙を越えて) - TM NETWORK（『機動戦士ガンダム 逆襲のシャア』主題歌）
7. STAND UP TO THE VICTORY〜スタンド・アップ～トゥ・ザ・ヴィクトリー〜 - 川添智久（『機動戦士Vガンダム』1stオープニングテーマ）
8. DON'T STOP! CARRY ON! - RD（『機動戦士Vガンダム』2ndオープニングテーマ）
9. Vigilante - 澤野弘之（作曲）mpi&Gemie（vocal）（『機動戦士ガンダムNT』挿入歌）
10. narrative - SawanoHiroyuki[nZk]:LiSA（『機動戦士ガンダムNT』主題歌）
11. エルガイム-Time for L-GAIM- - MIO（『重戦機エルガイム』1stオープニングテーマ）
12. 風のノー・リプライ - 鮎川麻弥（『重戦機エルガイム』2ndオープニングテーマ）
13. HEART TO HEART - 彩子（『勇者警察ジェイデッカー』オープニングテーマ）
14. 勇者王誕生! -究極神話(マイソロジー)ヴァージョン- - 遠藤正明&GGG少女歌激部隊（『勇者王ガオガイガーFINAL』第7話オープニングテーマ）
15. 勇者王誕生! -御伽噺(ジュブナイル)ヴァージョン- - 遠藤正明（ドラマCD『覇界王〜ガオガイガー対ベターマン〜』オープニングテーマ）
16. 鎮 -requiem juvenile- 伽 - ※-mai-（ドラマCD『覇界王〜ガオガイガー対ベターマン〜』エンディングテーマ）
17. リバイブ - UNIONE（『コードギアス 復活のルルーシュ』主題歌）
18. HEATS - 影山ヒロノブ（『真(チェンジ)!!ゲッターロボ 世界最後の日』2ndオープニングテーマ）
19. Can't Stop - 遠藤正明（『ゲッターロボ大決戦!』主題歌）
20. マジンガーZ/INFINITYバージョン - 水木一郎（『劇場版 マジンガーZ/INFINITY』オープニングテーマ）
21. おれはグレートマジンガー - 水木一郎・コロムビアゆりかご会（『グレートマジンガー』[注 11]オープニングテーマ）
22. マジンカイザー - 水木一郎（『マジンカイザー INFINITISM』イメージソング[注 12]））
23. ゆずれない願い - 田村直美（『魔法騎士レイアース』1stオープニングテーマ）
24. 光と影を抱きしめたまま - 田村直美（『魔法騎士レイアース』3rdオープニングテーマ）
25. GUN×SWORD - 中川幸太郎（作曲・演奏）feat.鬼太鼓座（演奏）（『ガン×ソード』オープニングテーマ）
26. El Dorado V - 中川幸太郎（作曲）（『ガン×ソード』BGM）
27. 私は想像する - 昆夏美（『銀河機攻隊マジェスティックプリンス』1stオープニングテーマ）
28. PROMPT - 昆夏美（『銀河機攻隊マジェスティックプリンス』2ndオープニングテーマ）
29. Hello!! My World - fhána（『ナイツ&マジック』オープニングテーマ）
30. UNION - OxT（『SSSS.GRIDMAN』オープニングテーマ）
31. 夢のヒーロー - 坂井紀雄（『SSSS.GRIDMAN』挿入歌[注 13]）
32. ZEUTH（『スーパーロボット大戦Z』BGM）
33. ZEXIS（『第2次スーパーロボット大戦Z』BGM）
34. Z-BLUE（『第3次スーパーロボット大戦Z』BGM）
35. 天駆けよ、戦士達（『スーパーロボット大戦V』BGM）
36. ExCross（『スーパーロボット大戦X』BGM）
37. 虎の尾を踏め！（『スーパーロボット大戦T』BGM）
38. ANGER INVERSION（『第3次スーパーロボット大戦Z』BGM）
39. Raise the anchor!（『スーパーロボット大戦V』BGM）
40. With All Might（『スーパーロボット大戦X』BGM）
41. 勝利と明日を重ねて（『スーパーロボット大戦T』BGM）
42. MAXIMUM BREAK!!（『第3次スーパーロボット大戦Z』BGM）
43. VARIABLE FORMATION（『新スーパーロボット大戦』BGM）
44. EVERYWHERE YOU GO（『新スーパーロボット大戦』BGM）
45. 愛と奇跡の"うますぎWAVE" - UMA Project（『スパロボOGネットラジオ うますぎWAVE』オープニングテーマ）
46. Concerto of SRW - JAM Project（『スーパーロボット大戦』30周年記念ソング）
47. 苦難の先に待つものは（『スーパーロボット大戦α』BGM）

## 評価
「東京ゲームショウ特別企画 メディアアワード2021」の「TGS電撃オンラインアワード」で優秀賞を受賞。
『週刊ファミ通』のクロスレビューでは40点満点中33点（9,8,8,8）を得てゴールド殿堂入りとなった。